# Markus Kuhn (Footballspieler)
Markus Kuhn (* 5. Mai 1986 in Mannheim) ist ein ehemaliger deutscher American-Football-Spieler auf der Position des Defensive Tackles. Er spielte vier Jahre für die New York Giants in der National Football League (NFL).

## Karriere

### American Football

#### GFL
Kuhn spielte in der German Football League (GFL) für die Weinheim Longhorns sowohl als Linebacker als auch in der Defensive Line. Dort wurde er auf Anhieb zum besten Neuling (Rookie of the Year) gewählt und wurde viermal ins GFL-All-Star-Team berufen.

#### College
2007 ging Kuhn in die Vereinigten Staaten. Dort spielte er College Football im Team der North Carolina State University, wo er einen Abschluss in Betriebswirtschaft machte.

#### NFL
Im NFL Draft 2012 wurde Kuhn von den New York Giants in der siebten Runde als 239. Spieler ausgewählt, und am 31. August 2012 wurde bekannt, dass er den Sprung in den 53-Mann-Kader zur Regular Season der Giants geschafft hatte. Am 5. September 2012 gab er sein Debüt gegen die Dallas Cowboys und verbuchte einen Tackle. Am 6. Spieltag stand er gegen die Cleveland Browns zum ersten Mal in der Startformation. Im Spiel gegen die Cincinnati Bengals riss sich Kuhn das Kreuzband, was für ihn das Saisonende bedeutete. Am 10. Spieltag der Saison 2013 stand Kuhn zum ersten Mal wieder im Kader der Giants. Im Spiel gegen die San Diego Chargers nahm Kuhn einen Squib Kick auf und erzielte damit 13 Yards Raumgewinn.
Am 7. Dezember 2014 erzielte Kuhn im Spiel gegen die Tennessee Titans seinen ersten und einzigen Touchdown in der NFL, als er einen von der Offense der Titans fallengelassenen Football aufnahm und 26 Yards zurück in deren Endzone trug. Dies war der erste Touchdown eines Deutschen in der NFL und zugleich der erste Defensivtouchdown der Giants in der Saison 2014. Am 28. Dezember konnte Markus Kuhn bei der 26:34-Niederlage seiner Giants gegen die Philadelphia Eagles den ersten Sack seiner Karriere verbuchen.
Nach der Saison 2015 wechselte er zu den New England Patriots, wo er jedoch den Sprung in den endgültigen Kader nicht schaffte und noch vor Saisonbeginn 2016 wieder entlassen wurde.
Kuhn gab am 27. Januar 2017 sein Karriereende bekannt.

### Weitere Tätigkeiten
Im Vorfeld der Saison 2015 wurde bekannt, dass ProSieben Maxx die NFL jeden Sonntag mit zwei Spielen live übertragen würde. Darüber hinaus werden diese Spiele auch im Livestream auf ran.de übertragen. Ab der Saison 2015 arbeitete Kuhn auch als Kolumnist für ran.de und beschrieb seinen Alltag in der NFL und gab Einblicke „hinter die Kulissen“. Gemeinsam mit Frank Buschmann und Jan Stecker kommentierte er im Jahr 2016 den Super Bowl 50 auf Sat.1, im Folgejahr war er erneut Co-Kommentator beim Super Bowl LI.
Ab September 2017 war Markus Kuhn bei ran Football als NFL-Experte und Co-Kommentator tätig. Seit dem Wechsel der NFL von ProSieben zu RTL führt er dort diese Tätigkeit fort.
Im September 2017 begann er an der Columbia University in New York City ein Masterstudium in Sportmanagement.
Markus Kuhn lebt in New York.